# Giro di Danimarca 2012
Il Giro di Danimarca 2012, ventiduesima edizione della corsa, si svolse dal 22 al 26 agosto 2012 su un percorso di 856 km ripartiti in 6 tappe, con partenza da Randers e arrivo a Frederiksberg. Fu vinto dall'olandese Lieuwe Westra della Vacansoleil-DCM Pro Cycling Team davanti al lituano Ramunas Navardauskas e all'italiano Manuele Boaro.

## Tappe
| Tappa  | Data      | Percorso                                    | km   | Vincitore di tappa   | Leader cl. generale  |
| ------ | --------- | ------------------------------------------- | ---- | -------------------- | -------------------- |
| 1ª     | 22 agosto | Randers > Randers                           | 191  | André Greipel        | André Greipel        |
| 2ª     | 23 agosto | Løgstør > Aarhus                            | 211  | André Greipel        | André Greipel        |
| 3ª     | 24 agosto | Silkeborg > Vejle                           | 185  | Lars Petter Nordhaug | Lars Petter Nordhaug |
| 4ª     | 25 agosto | Ringe > Odense                              | 90   | Alexander Kristoff   | Lars Petter Nordhaug |
| 5ª     | 25 agosto | Kerteminde > Kerteminde (cron. individuale) | 14,5 | Lieuwe Westra        | Lieuwe Westra        |
| 6ª     | 26 agosto | Slagelse > Frederiksberg                    | 165  | Mark Cavendish       | Lieuwe Westra        |
| Totale | Totale    | Totale                                      | 856  |                      |                      |

## Dettagli delle tappe

### 1ª tappa
- 22 agosto: Randers > Randers – 191 km

| Pos. | Corridore          | Squadra      | Tempo    |
| ---- | ------------------ | ------------ | -------- |
| 1    | André Greipel      | Lotto        | 4h55'06" |
| 2    | Alexander Kristoff | Katusha Team | s.t.     |
| 3    | Theo Bos           | Rabobank     | s.t.     |

| Pos. | Corridore          | Squadra      | Tempo    |
| ---- | ------------------ | ------------ | -------- |
| 1    | André Greipel      | Lotto        | 4h54'56" |
| 2    | Alexander Kristoff | Katusha Team | a 4"     |
| 3    | Jesper Morkov      | J.Jensen     | s.t.     |

### 2ª tappa
- 23 agosto: Løgstør > Aarhus – 211 km

| Pos. | Corridore           | Squadra      | Tempo    |
| ---- | ------------------- | ------------ | -------- |
| 1    | André Greipel       | Lotto        | 5h12'22" |
| 2    | Michael Van Staeyen | Vlaanderen   | s.t.     |
| 3    | Steele Von Hoff     | Garmin-Sharp | s.t.     |

| Pos. | Corridore           | Squadra      | Tempo     |
| ---- | ------------------- | ------------ | --------- |
| 1    | André Greipel       | Lotto        | 10h07'08" |
| 2    | Alexander Kristoff  | Katusha Team | a 14"     |
| 3    | Michael Van Staeyen | Vlaanderen   | s.t.      |

### 3ª tappa
- 24 agosto: Silkeborg > Vejle – 185 km

| Pos. | Corridore            | Squadra      | Tempo    |
| ---- | -------------------- | ------------ | -------- |
| 1    | Lars Petter Nordhaug | Sky          | 4h43'01" |
| 2    | Wilco Kelderman      | Rabobank     | s.t.     |
| 3    | Ramunas Navardauskas | Garmin-Sharp | s.t.     |

| Pos. | Corridore            | Squadra  | Tempo     |
| ---- | -------------------- | -------- | --------- |
| 1    | Lars Petter Nordhaug | Sky      | 14h50'19" |
| 2    | André Greipel        | Lotto    | a 3"      |
| 3    | Wilco Kelderman      | Rabobank | a 4"      |

### 4ª tappa
- 25 agosto: Ringe > Odense – 90 km

| Pos. | Corridore          | Squadra      | Tempo    |
| ---- | ------------------ | ------------ | -------- |
| 1    | Alexander Kristoff | Katusha Team | 2h02'35" |
| 2    | Andrew Fenn        | Omega Pharma | s.t.     |
| 3    | Theo Bos           | Rabobank     | s.t.     |

| Pos. | Corridore            | Squadra      | Tempo     |
| ---- | -------------------- | ------------ | --------- |
| 1    | Lars Petter Nordhaug | Sky          | 16h52'54" |
| 2    | Alexander Kristoff   | Katusha Team | a 1"      |
| 3    | André Greipel        | Lotto        | a 3"      |

### 5ª tappa
- 25 agosto: Kerteminde > Kerteminde (cron. individuale) – 14,5 km

| Pos. | Corridore      | Squadra     | Tempo  |
| ---- | -------------- | ----------- | ------ |
| 1    | Lieuwe Westra  | Vacansoleil | 16'36" |
| 2    | Geraint Thomas | Sky         | a 19"  |
| 3    | Manuele Boaro  | Saxo Bank   | a 22"  |

| Pos. | Corridore            | Squadra      | Tempo     |
| ---- | -------------------- | ------------ | --------- |
| 1    | Lieuwe Westra        | Vacansoleil  | 17h09'51" |
| 2    | Ramunas Navardauskas | Garmin-Sharp | a 10"     |
| 3    | Manuele Boaro        | Saxo Bank    | a 14"     |

### 6ª tappa
- 26 agosto: Slagelse > Frederiksberg – 165 km

| Pos. | Corridore       | Squadra  | Tempo    |
| ---- | --------------- | -------- | -------- |
| 1    | Mark Cavendish  | Sky      | 3h31'56" |
| 2    | Matteo Pelucchi | Europcar | s.t.     |
| 3    | André Greipel   | Lotto    | s.t.     |

| Pos. | Corridore            | Squadra      | Tempo     |
| ---- | -------------------- | ------------ | --------- |
| 1    | Lieuwe Westra        | Vacansoleil  | 20h41'47" |
| 2    | Ramunas Navardauskas | Garmin-Sharp | a 10"     |
| 3    | Manuele Boaro        | Saxo Bank    | a 14"     |

## Classifiche finali

### Classifica generale
| Pos. | Corridore            | Squadra                          | Tempo     |
| ---- | -------------------- | -------------------------------- | --------- |
| 1    | Lieuwe Westra        | Vacansoleil-DCM Pro Cycling Team | 20h41'47" |
| 2    | Ramunas Navardauskas | Garmin-Sharp                     | a 10"     |
| 3    | Manuele Boaro        | Team Saxo Bank-Tinkoff Bank      | a 14"     |
| 4    | Alexander Kristoff   | Katusha Team                     | a 24"     |
| 5    | Damien Gaudin        | Team Europcar                    | a 25"     |
| 6    | André Greipel        | Lotto-Belisol Team               | a 27"     |
| 7    | Wilco Kelderman      | Rabobank                         | a 31"     |
| 8    | Stefan Schumacher    | Christina Watches-Onfone         | a 35"     |
| 9    | Michael Rogers       | Sky Procycling                   | a 38"     |
| 10   | Lars Petter Nordhaug | Sky Procycling                   | a 41"     |